# Carretera Estatal de Idaho 38
La Carretera Estatal de Idaho 38, y abreviada SH 38 (en inglés: Idaho State Highway 38) es una carretera estatal estadounidense ubicada en el estado de Idaho. La carretera inicia en el este desde la North Holbrook Road / Stone Road en Holbrook hacia el oeste en la I 15     en Malad City. La carretera tiene una longitud de 37,7 km (23.438 mi).

## Mantenimiento
Al igual que las autopistas interestatales, y las rutas federales y el resto de carreteras estatales, la Carretera Estatal de Idaho 38 es administrada y mantenida por el Departamento de Transporte de Idaho por sus siglas en inglés ITD.